# Quamtana biena
Quamtana biena is een spinnensoort uit de familie trilspinnen (Pholcidae). De soort komt voor in Congo.